# 本斯利山
本斯利山（英語：Mount Bensley）是南極洲的山峰，位於麥克羅伯特森地，海拔高度1,920米，屬於查爾斯王子山脈的一部分，澳大利亞探險隊根據空中照片繪入地圖，現時由南極條約體系管理。